# Chiesa di Santa Maria dell'Aiuto
La chiesa di Santa Maria dell'Aiuto è una delle chiese monumentali di Napoli; si erge nell'omonima via. Nelle sue immediate vicinanze è anche la chiesa di Santa Maria la Nova, la chiesa dell'Ecce Homo al Cerriglio e la chiesa dei Santi Alberto e Teresa.

## Storia
La chiesa trae la sua origine da un'immagine sacra su carta collocata in un'edicola ad opera di due giovani devoti. Costoro, con i primi proventi della carità, fecero realizzare una cappellina e trasferire l'immagine su tela, ove il pittore li raffigurò accanto alla Vergine, mentre quando le offerte aumentarono a seguito di grazie ottenute durante la peste del 1656, si ebbero i capitali sufficienti per erigere una chiesa vera e propria.
All'interno del nuovo tempio, progettato da Dionisio Lazzari nel 1673, fu collocato il vecchio quadro al quale, per tradizione, si attribuisce il prodigio del dissolvimento di qualsiasi stoffa o velo posto a sua protezione.
Dopo anni di oblio, la chiesa è stata riportata in anni recenti agli antichi splendori.

## Descrizione
La chiesa rappresenta uno dei più riusciti esempi del barocco napoletano.
La facciata, che si affaccia sua Vico di Santa Maria dell'Aiuto con una cancellata in ferro battuto, è caratterizzata dal suo slancio verticale, accentuato dal timpano curvilineo e dalle quattro lesene disposte a coppie ai suoi angoli. Al centro, sotto il finestrone rettangolare, il portale con i bordi in marmo.
L'interno è a croce greca; all'intersezione dei quattro bracci, vi è un ottagono, coperto da cupola con cassettoni cruciformi e lanterna recante la Colomba dello Spirito Santo in stucco sulla volta. Sulle due pareti dell'ottagono ai lati dell'abside, vi sono due organi a canne secenteschi, le cui casse furono eseguite su disegno dello stesso Dionisio Lazzari.
L'altare maggiore, inquadrato fra due robuste colonne corinzie, è in marmi policromi; al centro dell'ancona, affiancata dalle sculture di due angeli portacero, vi è l'icona miracolosa della Madonna dell'Aiuto. All'ingresso sono collocati tre dipinti di Gaspare Traversi, datati 1749 e raffiguranti la Natività di Maria, l'Annunciazione e l'Assunzione della Vergine. Sulla destra si trova il monumento funebre di Gennaro Acampora, realizzato da Francesco Pagano (1738); sempre di questa artista sono gli angeli che sorreggono il candelabro dell'altare maggiore. Di Giuseppe Farina è il dipinto che raffigura la Vergine dell'Aiuto; Il transito di San Giuseppe è di Nicola Malinconico. Gli ovali laterali rappresentanti San Michele Arcangelo sono di Giacinto Diano.